# Ruch turbulentny
Ruch turbulentny (burzliwy) – ruch, w którym cząsteczki płynu przemieszczają się po torach kolizyjnych, często kolistych (wirowych). Wykonują one zarówno ruch postępowy, jak i wsteczny, co doprowadza do ich zderzania się i mieszania.
W ciekach wodnych, na skutek ruchu turbulentnego wody, mogą powstawać takie formy jak: kotły, rynny i misy eworsyjne.

## Podział
- nadkrytyczny – głębokość przepływu jest większa od głębokości krytycznej, rzeka jest głęboka i płynie wolniej – rzeki nizinne
- podkrytyczny – głębokość przepływu jest mniejsza od głębokości krytycznej, rzeka jest płytka i płynie szybciej – rzeki górskie